# Cantonul Ernée
Cantonul Ernée este un canton din arondismentul Mayenne, departamentul Mayenne, regiunea Pays de la Loire, Franța.

## Comune
- Ernée (reședință)
- Larchamp
- Montenay
- La Pellerine
- Saint-Denis-de-Gastines
- Vautorte